# Nastrój depresyjny
Nastrój depresyjny − jeden z objawów psychopatologicznych.
Nastrój depresyjny stanowi jeden z rodzajów obniżonego nastroju, należy wobec tego do objawów zaburzeń typu emocji.
Przejawia się on rozpaczą, smutkiem, przygnębieniem. Pacjent odczuwa swą bezsilność.
W sferze przekonań nastrojowi depresyjnemu towarzyszy obniżona samoocena. Pacjent czuje się osobą małej wielkości. Może żywić przekonanie o utracie dóbr – opinii, zdrowia, dóbr materialnych. Towarzyszy temu niska ocena własnej przeszłości. Mogą pojawić się wyrzuty sumienia czy też nawet poczucie winy. Osoba taka ma tendencję do oskarżania siebie, doszukiwania się niepowodzeń, zaniedbań, grzechu, czynów karalnych bądź niemoralnych. Dotknięty nastrojem depresyjnym nisko ocenia swe dokonania, ale też możliwości. Pesymistycznie spogląda w przyszłość. Nie dostrzega możliwości polepszenia swej sytuacji, widzi ją jako beznadziejną i nie może sobie z nią poradzić. Opisany zespół przekonań, sięgających niekiedy urojeń, określa się mianem triady depresyjnej. Taki sposób widzenia siebie i świata może popchnąć osobę w nastroju depresyjnym do samobójstwa.
Nastrój depresyjny nie podlega szybkim zmianom. Narasta powoli i również ustępuje wolno. Nie zależy w dużym stopniu od otoczenia.
Nastrój depresyjny o niewielkim nasileniu określa się mianem nastroju subdepresyjnego. Natomiast nastrój dysforyczno-depresyjny i nastrój dystymiczny stanowią odrębne rodzaju obniżonego nastroju.